# George Quaintance
George Quaintance (Condado de Page 3 de junho de 1902 — Los Angeles, 8 de novembro de 1957) foi um artista americano, famoso pelas suas representações "idealizadas, fortemente homoeróticas" de homens em revistas de culturismo de meados do século XX.  Usando cenários históricos para justificar a nudez ou distanciar os sujeitos da sociedade moderna, a sua arte apresentava figuras masculinas idealizadas, muito musculadas, seminuas ou nuas. Um dos temas comuns eram cenas do Oeste Selvagem eram um dos temas comum. A sua arte ajudou a estabelecer o estereótipo do "garanhão macho" homossexual, o que lhe valeu o epíteto de "pioneiro de uma estética gay". Quaintance influenciou muitos artistas do homoerotismo posteriores, nomeadamente Tom of Finland.

## Biografia
Quaintance nasceu em Page County, Virginia, e cresceu numa quinta, demonstrando desde cedo uma grande aptidão para as artes. Já como adolescente, Quaintance era descrito como "obviamente e ativamente homossexual", apesar de estar no armário. Aos 18 anos, estudou na Art Students League, em Nova Iorque, onde, além de pintura e desenho, estudou dança. Foi então que conheceu e casou com Miriam Chester, embora o casamento não tivesse durado muito. Na década de 1930, trabalhou como cabeleireiro.
As suas primeiras encomendas de arte foram de trabalho de publicidade anónimo, mas, em 1934, começou a vender ilustrações para capas de uma grande variedade de revistas de cordel "picantes", como a Gay French Life, Ginger, Movie Humor, Movie Merry Go-Round, Snappy Detective Mysteries, Snappy Stories, Stolen Sweets e Tempting Tales. Estas eram vendidas em espetáculos de burlesco, bem como ao balcão, em bancas discretas. Estas ilustrações eram frequentemente assinadas com o pseudónimo "Geo. Quintana". 
Em 1938, Quaintance regressou a casa com o seu companheiro Victor Garcia, descrito como o seu "modelo, parceiro de vida e comercial", que foi objeto de muitas das fotografias de Quaintance nos anos 1940. Durante essa época, foi editor de arte de Joe Bonomo, que publicou revistas femininas como Glorify Your Figure, Beautify Your Figure e Your Figure Beautiful. Em 1951, a arte de Quaintance foi utilizada na primeira capa de Physique Pictorial, editada por Bob Mizer do Athletic Model Guild.
No início dos anos 1950, Quaintance e Garcia mudaram-se para o Rancho Siesta, em Phoenix, Arizona, onde passou a funcionar o Studio Quaintance, uma empresa comercial que transacionava as obras de arte de Quaintance. Em 1953, Quaintance completou uma série de três pinturas sobre um matador, modelado por Angel Avila, outro dos seus amantes. Em 1956, o negócio tinha tanto êxito que Quaintance não conseguiu satisfazer a procura das suas obras.
Quaintance morreu de ataque cardíaco em 8 de novembro de 1957.